# روس غاي
روس غاي (بالإنجليزية: Ross Gay) هو شاعر أمريكي، ولد في 1 أغسطس 1974 في يونغزتاون في الولايات المتحدة.